# Metro van Bilbao
De metro van Bilbao is een metronetwerk in de stad Bilbao (Baskenland, Spanje). De eerste lijn werd geopend in 1995.

## Geschiedenis
De eerste plannen voor een metro in Bilbao zijn al oud. Een project voor een metro was al ter sprake in de jaren 20 van de twintigste eeuw. Na de economische crisis en de Spaanse Burgeroorlog in de jaren 30 is hier uiteindelijk niets van terechtgekomen.
In 1987 stemde het Baskische bestuur in met de aanleg van een metro in Bilbao.

## Lijnen
| Lijn   | Route                | Lengte   | Stations in gebruik | Stations totaal | Uitvoerder        |
| ------ | -------------------- | -------- | ------------------- | --------------- | ----------------- |
|        | Etxebarri - Plentzia | 28,83 km | 28                  | 29              | Metro Bilbao S.A. |
|        | Basauri - Kabiezes   | 22,98 km | 25                  | 25              | Metro Bilbao S.A. |
|        | Santurtzi - Mamariga | 0,50 km  | 2                   | 2               | Metro Bilbao S.A. |
|        | Matiko - Kukullaga   | 5,90 km  | 7                   | 7               | Euskotren         |
| TOTAAL | TOTAAL               | 49,16 km | 48*                 | 49*             |                   |

(*) Het gedeelte tussen de stations San Inazio en Etxebarri is hetzelfde voor de lijnen 1 en 2 met 10,39 kilometer gezamenlijk spoor en twaalf gezamenlijke stations.

Huidig metronetwerk, inbegrepen stations in aanbouw

## Zones en tijden
- Zone A (geel) geldt in het centrum van Bilbao. Geldig tussen stations Bolueta en San Inazio
- Zone B (groen) geldt voor de stations tussen San Inazio en Portugalete en tussen San Inazio en Berango. Ook het eindpunt Etxebarri telt mee in deze zone
- Zone C (blauw) geldt alleen voor het laatste stuk van lijn 1. Het traject tussen Berango en Plentzia

De metro rijdt op werk- en zondagen tussen 06:00 en 23:00. Op vrijdag rijdt de metro tot half twee 's nachts. Op zaterdagnacht rijdt hij ook, bijvoorbeeld tijdens een evenement in de stad.

## Passagiers
In 2007 maakten 86 miljoen mensen gebruik van de ondergrondse verbinding. Elk jaar maken er steeds meer mensen gebruik van de metro. In 1996 maakten er al meer dan 30 miljoen mensen gebruik van het systeem.

## Afbeeldingen

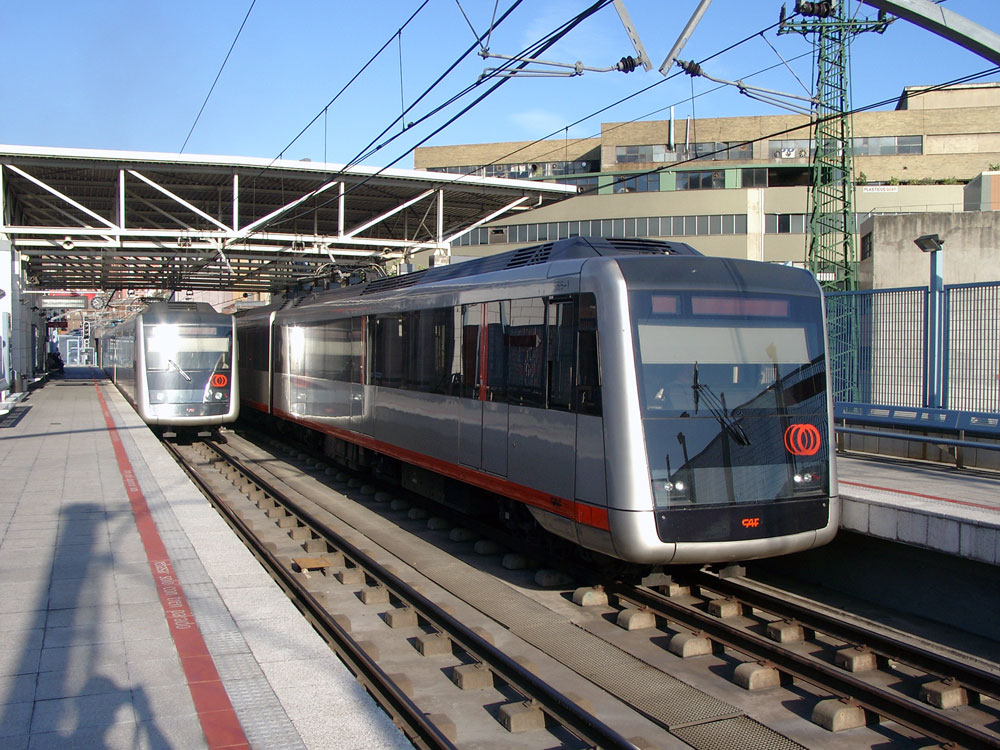
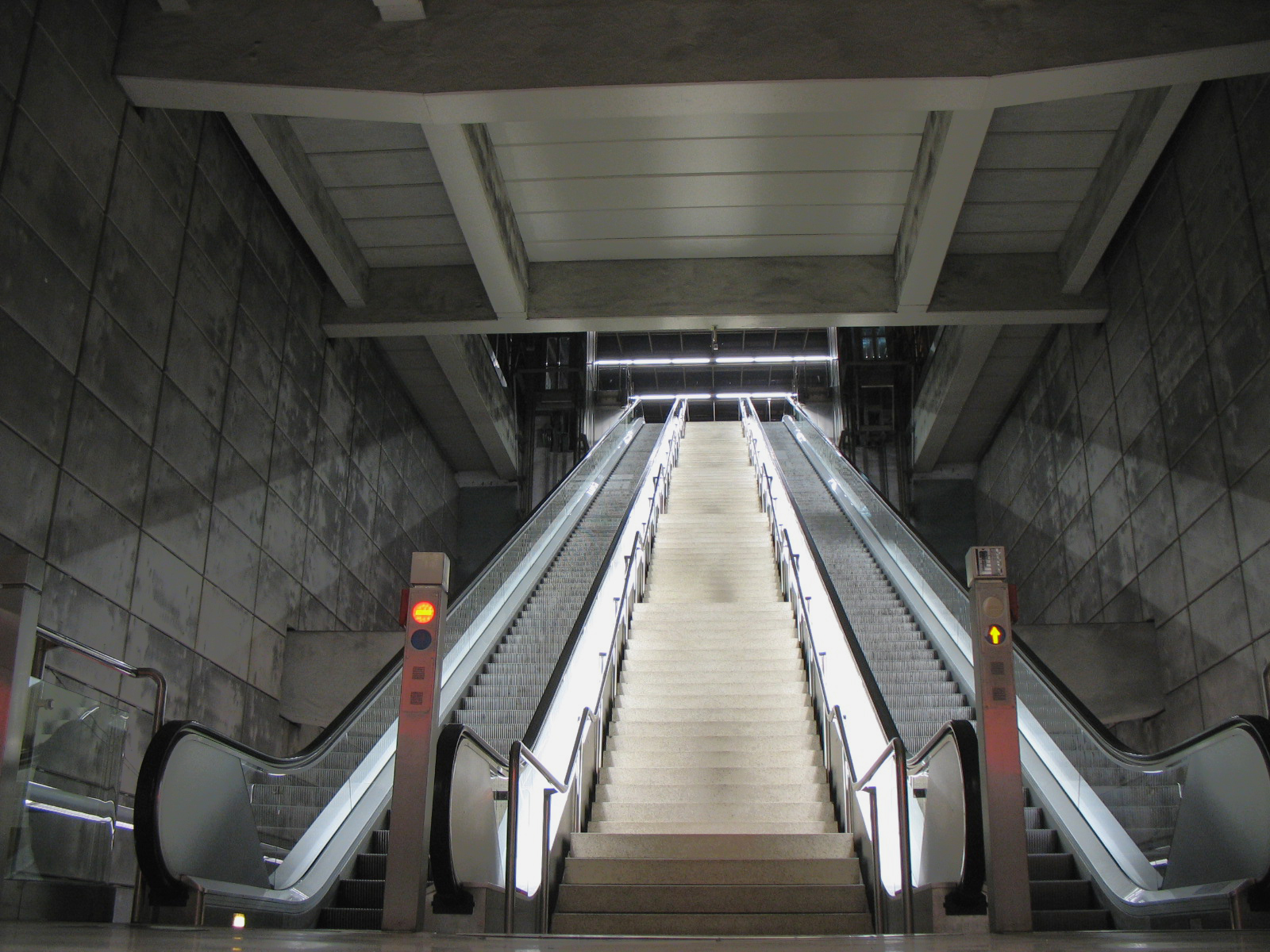
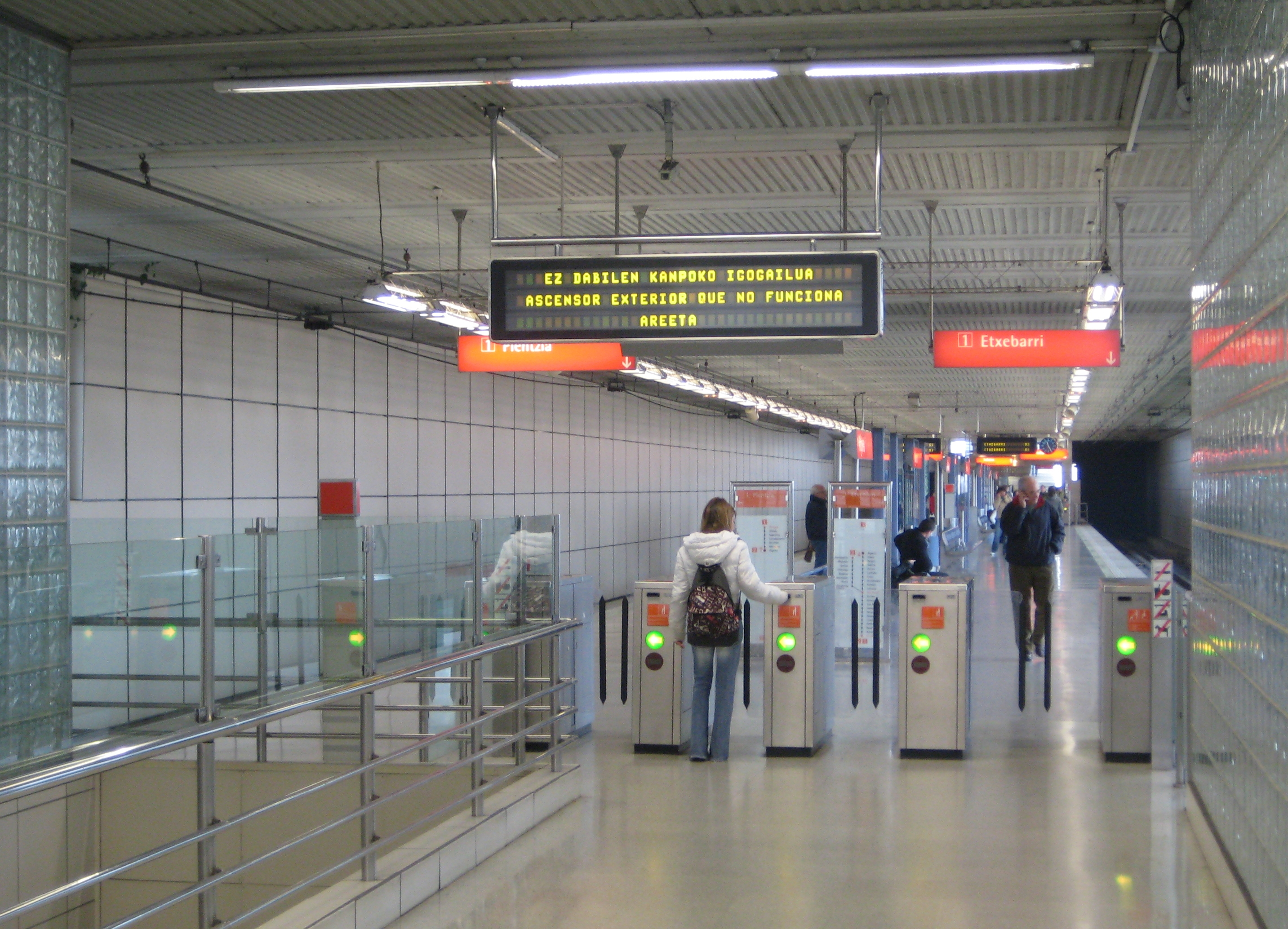
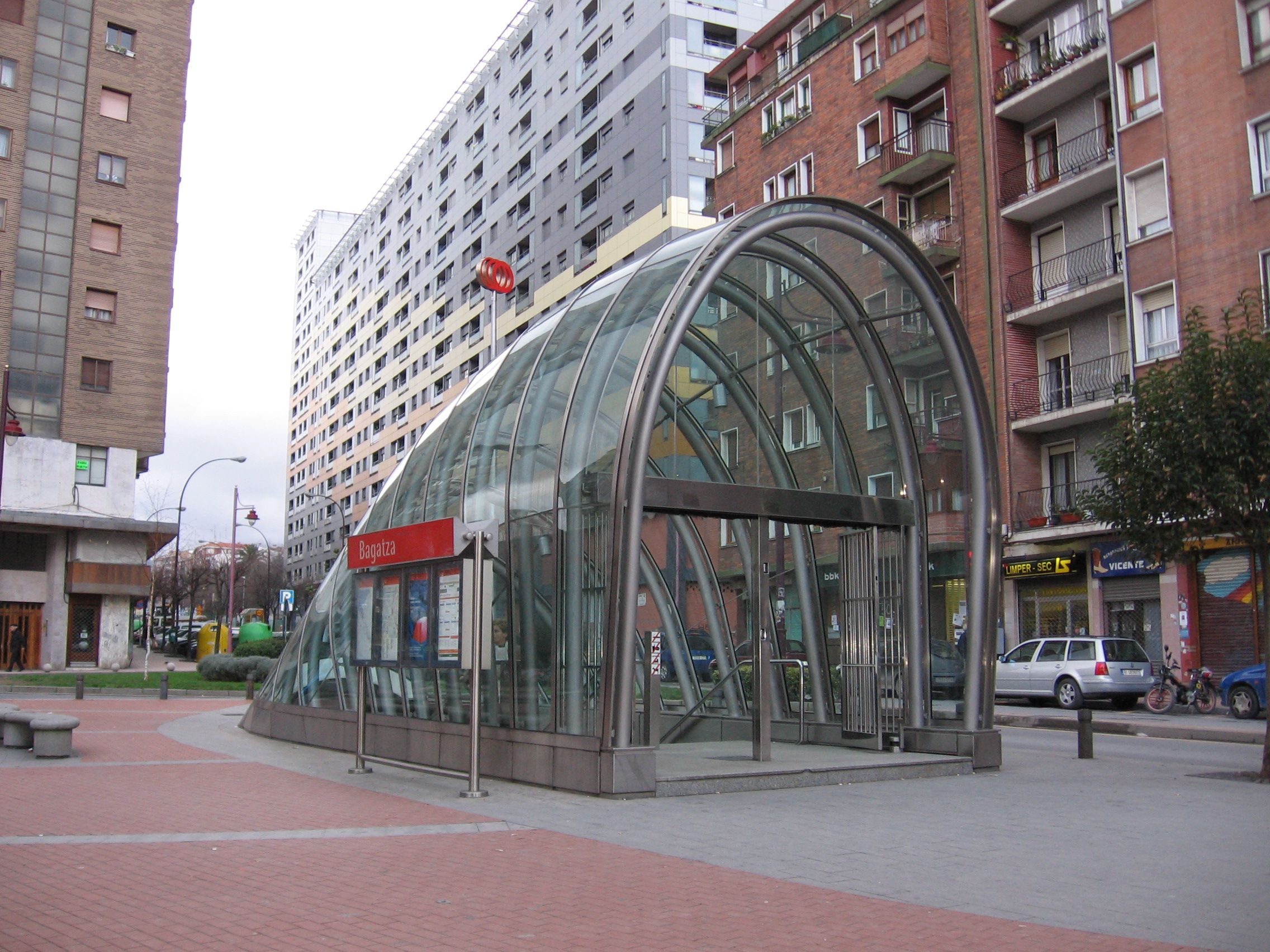
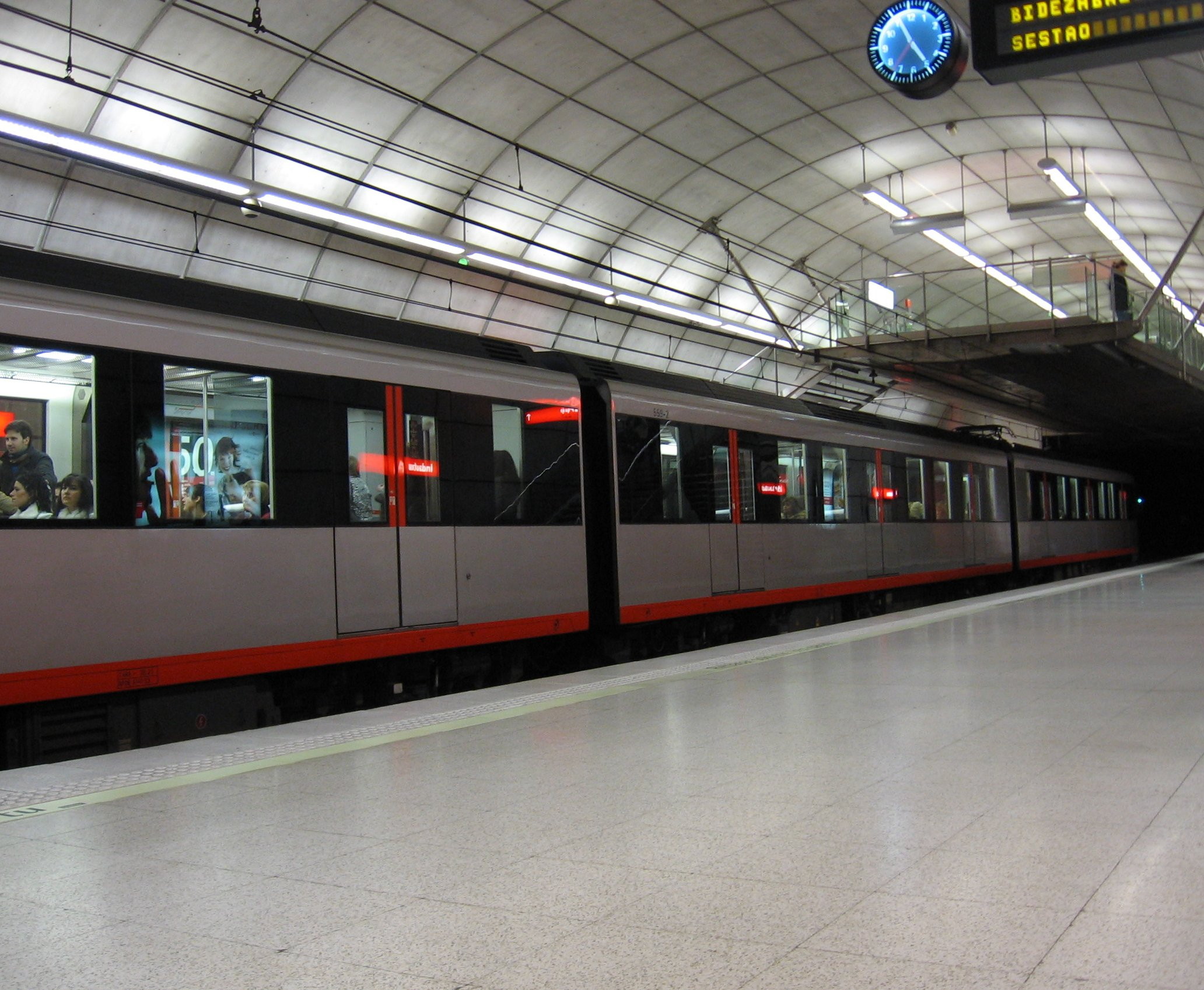
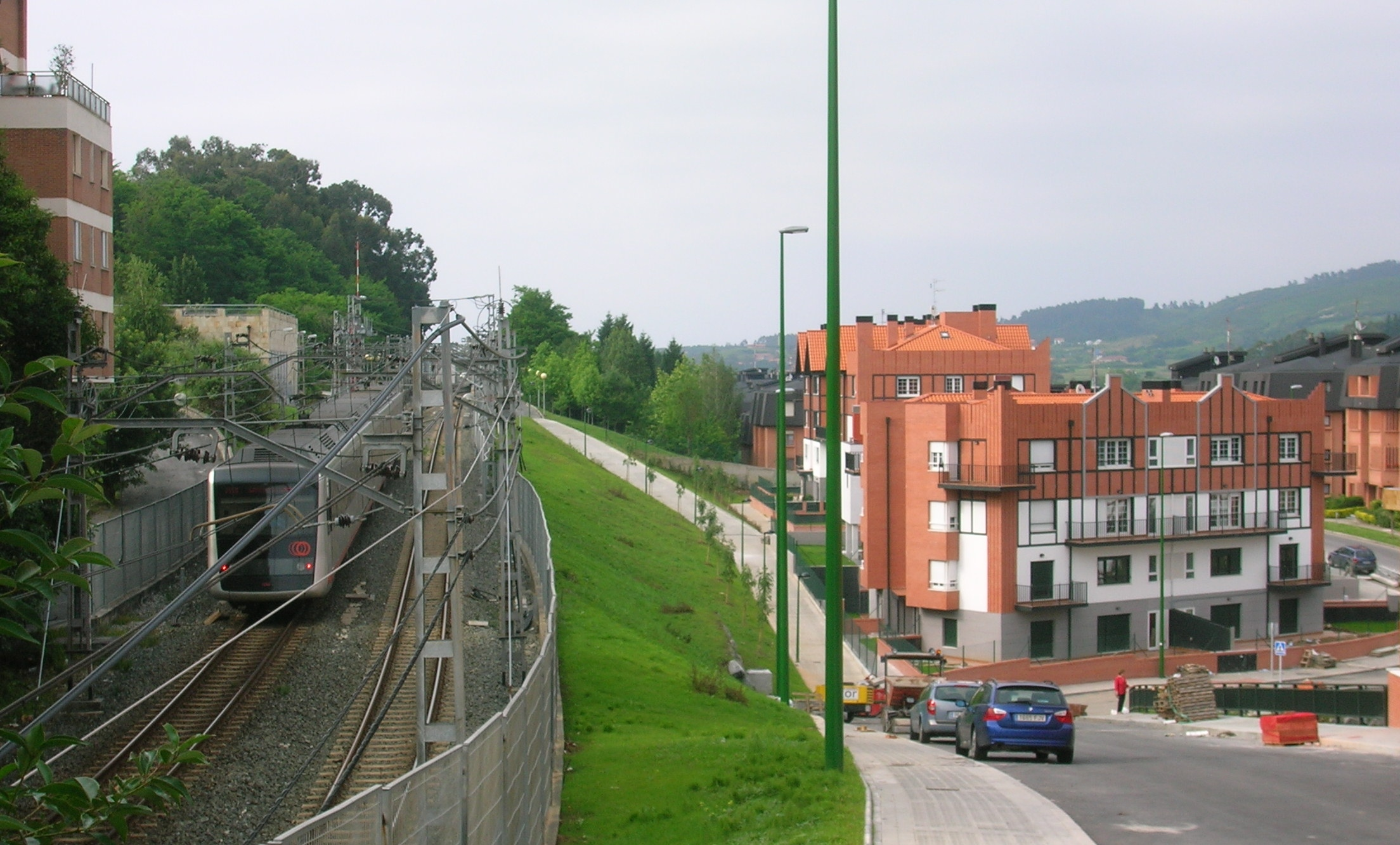
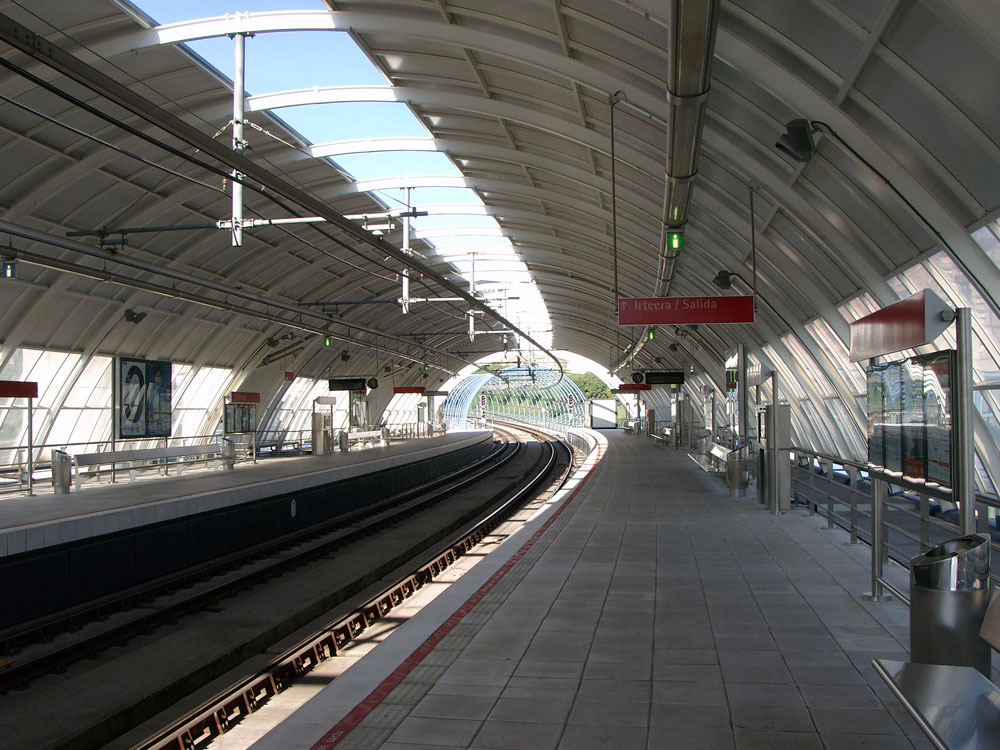

### Drukste stations
- Abando
- Casco Viejo
- Moyua
- Indautxu
- San Mames